# Pimpinella titanophila
Pimpinella titanophila là một loài thực vật có hoa trong họ Hoa tán. Loài này được Woronow miêu tả khoa học đầu tiên.